# Стэндли, Пол Карпентер
Пол Карпентер Стэндли (англ. Paul Carpenter Standley; 21 марта 1884, Avalon, Ливингстон, Миссури — 2 июня 1963, Тегусигальпа) — американский ботаник. 

## Биография
Пол Стэндли родился 21 марта 1884 года в городе Авалон штата Миссури.
Пол Карпентер Стэндли посещал Университет Друри (англ. Drury University) в Спрингфилде (Массачусетс) и Государственный университет Нью-Мексико (англ. New Mexico State University). Он работал в Государственном университете Нью-Мексико в качестве научного сотрудника до 1909 года. Позже Пол Карпентер Стэндли перешёл в Смитсоновский институт, где он работал до 1928 года. 
Пол Карпентер Стэндли умер в Тегусигальпе 2 июня 1963 года.

## Научная деятельность
Пол Карпентер Стэндли специализировался на папоротниковидных, мохообразных и на семенных растениях. 

## Научные работы
- «Flora of New Mexico». Wooton, Elmer Ottis. — Lehre: Cramer, 1972, [Nachdr. d. Ausg.] Вашингтон, 1915[4].
- «Flora of Glacier National Park Montana». Стэндли, Пол К. — Lehre: Cramer, 1969, Author. repr. [d. Ausg.] Вашингтон, 1921[4].
- «Flora of the Panama Canal zone». Стэндли, Пол К. — Lehre: Cramer, 1968, Author. repr. [d. Ausg.] United States National Museum, 1928[4].